# Santiago Figueroa
Santiago Figueroa (Salta, ca. 1780 - Chicoana, 1836) fue un hacendado y militar argentino que se destacó por su participación y su apoyo económico en las Expediciones Auxiliadoras al Alto Perú y en la Guerra Gaucha.

## Biografía
Era hijo del comandante de armas de la provincia y el hacendado más rico de la misma, fue hermano del coronel Apolinario Figueroa. Se educó en su ciudad natal, y en su juventud se dedicó a la administración de sus estancias. Era el dueño de casi la mitad del Valle de Lerma, que se extiende al sur de la ciudad de Salta – la zona más poblada de la provincia en esa época – y se dedicaba a la cría de ganado y al engorde de mulas que se venderían a las minas de Potosí.
Apoyó la formación del Ejército Auxiliar al Alto Perú incorporando al mismo peones y esclavos de su propiedad y aportando caballos y dinero. Al producirse la derrota de Huaqui y regresar los vencidos a Salta, fue uno de los únicos hacendados que los alojó y alimentó. Los que no lograron su amparo se diseminaron por los alrededores de la ciudad, robando lo que necesitaban, hasta que el mismo Figueroa logró reunirlos y mantenerlos a su costa durante dos meses.
Al producirse la invasión realista de 1812, sus propiedades fueron saqueadas por el ejército invasor de Pío Tristán. Figueroa llevó un grupo de paisanos de Chicoana, al frente de los cuales participó en la Batalla de Tucumán. Acompañó y equipó la división del coronel Díaz Vélez en su avance sobre la ciudad de Salta, que fue ocupada por unos días.
Durante la Batalla de Salta custodió uno de los pasos en las montañas que rodean la ciudad, para impedir la retirada del enemigo; por ello no participó en el combate. Después de la batalla, el general Manuel Belgrano le encargó la dirección del hospital en que fueron atendidos los heridos de ambos bandos.
Tras la segunda expedición auxiliadora al Alto Perú, en la que no participó, colaboró con el general José de San Martín – sucesor de Belgrano en la comandancia del Ejército del Norte – para la construcción de la Ciudadela de Tucumán, centro de su estrategia defensiva. Entregó al sucesor de San Martín, José Rondeau, donativos de todo tipo para la última campaña al Alto Perú, incluidos vacunos listos para faenar; la campaña terminó en un tercer fracaso.
Asumió el cargo de alcalde de segundo voto del Cabildo de Salta. Medió entre el general Rondeau y el nuevo gobernador de la provincia de Salta, Martín Miguel de Güemes, durante la crisis que estuvo a punto de desembocar en una guerra civil. El Pacto de Cerrillos, que resolvió esa crisis, fue firmado en una de sus fincas, en el pueblo de ese nombre.
Participó en varios combates de la Guerra Gaucha, y en una de sus estancias se logró la victoria en el Combate de El Bañado. Las exacciones de ambos bandos en guerra disminuyeron mucho su fortuna. No obstante que la mayor parte de los hacendados se unieron a la oposición a Güemes, Apolinario Figueroa y su hermano Santiago permanecieron leales a éste.
Participó en la batalla conocida como Día Grande de Jujuy, de 1821, y poco después en la lucha contra la última gran invasión a la provincia de Salta, que costaría la vida al gobernador Güemes.
En febrero de 1824 participó en la primera revolución contra el gobernador Arenales, que se había pronunciado abiertamente por el partido contrario al de los amigos de Güemes. Pese al fracaso, su fortuna lo mantuvo al margen de toda represalia. Desde entonces, algo empobrecido, se alejó de la actividad política y militar, dedicándose a la administración de sus propiedades.
Falleció en su finca de Chicoana hacia el año 1836.
Su hijo Mariano Figueroa heredó su actuación militar, y fue un oficial destacado del ejército de Gorriti, para después pasar a depender de los jefes federales de Salta, Latorre, Otero y Saravia.